# Amphientulus
Amphientulus es un género de Protura en la familia Acerentomidae.

## Especies
- Amphientulus aestuarii (Tuxen, 1967)
- Amphientulus alienus (Tuxen, 1967)
- Amphientulus ambiguus (Tuxen, 1967)
- Amphientulus durumagi (Imadaté, 1973)
- Amphientulus gnangarae (Tuxen, 1967)
- Amphientulus ruseki (Nosek, 1978)
- Amphientulus sinensis Xiong, Xie & Yin, 2005
- Amphientulus sinuosus (Tuxen, 1967)
- Amphientulus validus (Tuxen, 1967)
- Amphientulus zelandicus Tuxen, 1986